# Donde mueren las palabras
Donde mueren las palabras és una pel·lícula de l'Argentina en blanc i negre dirigida per Hugo Fregonese segons el guió d'Homero Manzi i Ulyses Petit de Murat ue es va estrenar el 25 d'abril de 1946 i que va tenir com a protagonistes a Enrique Muiño, Darío Garzay, Héctor Méndez i Ítalo Bertini. La pel·lícula va tenir a més la col·laboració de Margarita Wallman en la coreografia, escultures de Mario Arrigutti i Germen Gelpi i la supervisió de Lucas Demare. És el primer llargmetratge dirigit per Fregonese.
En una enquesta de les 100 millors pel·lícules del cinema argentí duta a terme pel Museo del Cine Pablo Ducrós Hicken l'any 2000, la pel·lícula va aconseguir el lloc 43.

## Sinopsi
Un ancià fuig del seu propi passat en aquest film, un èxit en el seu temps l'eficàcia formal del qual va permetre a Fregonese obtenir un contracte a la Metro-Goldwyn-Mayer. L'escena culminant d'aquesta història amb ressons expressionistes és un extens ballet, coreografiat per Margarita Wallman sobre música de Beethoven, la posada en escena cinematogràfica de la qual va suposar un veritable tour de force per al director. Un any abans, Fregonese havia codirigit el film Pampa bárbara amb el seu mentor Lucas Demare, però va ser el seu treball a "Donde mueren las palabras" el que li va permetre convertir-se en el primer director argentí que va fer carrera a Hollywood.

## Repartiment
- Enrique Muiño... Vittorio
- Darío Garzay... Darío
- Héctor Méndez... Rogelio
- Italo Bertini... Carlo Carletti
- Aurelia Ferrer
- María Ruanova... Ballarina
- René Mugica
- Pablo Cumo
- Linda Lorena... Fedora Lauzan
- María Hurtado
- José A. Vázquez
- Enrique Ferraro
- Vittorio Podrecca y sus Piccoli
- Milita Brandon
- Orestes Soriani

## Comentaris
Roland va opinar:
| « | ”Un tema petit però bell… tal vegada el diàleg no es manté a l'altura de l'assumpte… Hugo Fregonese, en el seu primer treball independent, revela una inquietud lloable i, sobretot, un gran amor per la imatge. Enrique Muiño, al capdavant de l'homogeni repartiment… compleix una altra de les seves grans creacions, tal vegada la millor per ser la més difícil i la més completa.” | » |

Calki per la seva part va dir:
| « | ”En cap moment la realització perd el seu elevat to i la seva jerarquia, i si apunta algun tret de timidesa en la resolució d'alguns moments, hi ha uns altres, sòlids i valuosos, que acrediten qualitat.” | » |

Manrupe i Portela escriuen::
| « | ”D'anècdota òbvia, l'òpera prima de Fregonese en solitari roman encara com un exemple únic i pioner de ballet filmat. La música clàssica com leit motiv total, és el que li dona força i validesa per sobre altres rúbriques, envellits i gates maules. Els valors de producció són rellevants.” | » |

## Enlaces externs
- Informació sobre  Donde mueren las palabras a cinenacional.com
- Donde mueren las palabras a YouTube